# Cryptoriana - The Seductiveness of Decay
Cryptoriana - The Seductiveness of Decay è il dodicesimo album in studio del gruppo musicale britannico Cradle of Filth, pubblicato il 22 settembre 2017 dalla Nuclear Blast.

## Il disco
Il concept attorno al quale ruota tutta l'opera è la stretta connessione tra l'età vittoriana e il suo interesse per il soprannaturale, il macabro, la morte, il mistero e l'orrore (il titolo è infatti un gioco di parole tra i termini Crypt e Victoriana). Dal punto di vista delle sonorità mostra una certa continuità con le atmosfere del precedente Hammer of the Witches.

## Copertina
La copertina è una rivisitazione in chiave horror della Nascita di Venere di Sandro Botticelli.

## Tracce

### Versione Standard
1. Exquisite Torments Await – 2:15
2. Heartbreak and Seance – 6:26
3. Achingly Beautiful – 7:04
4. Wester Vespertine – 7:31
5. The Seductiveness of Decay – 7:41
6. Vengeful Spirit – 6:02
7. You Will Know the Lion by His Claw – 7:25
8. Death and the Maiden – 8:48

### Bonus tracks - Versione Digipack/Vinile
1. The Night at Catafalque Manor – 7:33
2. Alison Hell (Annihilator cover) – 5:02

## Formazione
Gruppo
- Dani Filth – voce
- Richard Shaw – chitarra
- Marek "Ashok" Šmerda – chitarra
- Daniel Firth – basso
- Lindsay Schoolcraft – voce addizionale, voce narrante
- Martin "Marthus" Škaroupka – batteria, tastiera, cori, orchestrazione

Altri musicisti
- Liv Kristine – voce addizionale (Vengeful Spirit)